# Alfred Pleasonton
Alfred Pleasonton (7 de julio de 1824 - 17 de febrero de 1897) fue un oficial del Ejército de los Estados Unidos y general de división de voluntarios de la caballería de la Unión durante la guerra de Secesión. Dirigió el Cuerpo de Caballería del Ejército del Potomac durante la Campaña de Gettysburg, incluida la mayor batalla de la guerra, Brandy Station, en la que predominó la caballería. En 1864, fue trasladado al Teatro Trans-Misisipi, donde derrotó al general confederado Sterling Price en dos batallas clave, incluida la batalla de Mine Creek, la segunda mayor batalla de caballería de la guerra, que puso fin a la guerra en Misuri. Era hijo de Stephen Pleasonton y hermano menor de Augustus Pleasonton.

## Primeros años
Pleasonton nació en Washington D. C., el 7 de julio de 1824. Era hijo de Stephen y Mary Hopkins Pleasonton. Stephen era muy conocido en la época del nacimiento de Alfred. Durante la Guerra de 1812, como empleado del Departamento de Estado de EE. UU., salvó documentos cruciales de los Archivos Nacionales de la destrucción por parte de los invasores británicos de Washington, incluyendo la Declaración de Independencia original y la Constitución de los Estados Unidos. Como Quinto Auditor del Tesoro de Estados Unidos, Stephen Pleasonton fue superintendente de facto de los faros de Estados Unidos de 1820 a 1852. Su enfoque conservador y su énfasis en la economía frenaron los avances en la construcción y la tecnología de los faros y provocaron el deterioro de algunos de ellos. Como no tenía conocimientos técnicos en la materia, delegó muchas responsabilidades en los inspectores de aduanas locales. En 1852, el Congreso de los Estados Unidos decidió que era necesaria una reforma y estableció la Junta de Faros para que se hiciera cargo de las tareas fiscales y administrativas de los faros de los Estados Unidos.
El hermano mucho mayor de Alfred, Augustus, asistió a la Academia Militar de los Estados Unidos y sirvió como ayudante del ayudante general y pagador del estado de Pensilvania; la dirección de su carrera obviamente afectó a la de su hermano menor y ambos muchachos tuvieron asegurada la nominación a la Academia por la fama de su padre en la Guerra de 1812. Alfred se graduó en West Point el 1 de julio de 1844 y fue comisionado como teniente segundo del 1.er. de Dragones de los Estados Unidos (caballería pesada), siendo destinado primero a Fort Atkinson, Iowa. Siguió a su unidad en tareas fronterizas en Minnesota, Iowa y Texas. El 3 de noviembre de 1845 fue ascendido a segundo teniente con el 2.º de Dragones de EE. UU. Con el 2.º de Dragones, luchó en la guerra mexicano-estadounidense y recibió un ascenso a primer teniente por su valentía en la batalla de Palo Alto y en la batalla de Resaca de la Palma, Texas, en 1846. Fue ascendido a teniente primero el 30 de septiembre de 1849 y sirvió como ayudante del regimiento desde el 1 de julio de 1854 hasta el 3 de marzo de 1855.

## Guerra de Secesión

### De la Península a Chancellorsville
Al comienzo de la guerra civil, en 1861, el capitán Pleasonton viajó con el 2.º de Dragones desde Fort Crittenden, en el Territorio de Utah, hasta Washington D. C.. A pesar de su activa actividad política, intentando sacar provecho de las descoloridas conexiones políticas de su padre (que había fallecido en 1855), Pleasonton no consiguió los rápidos ascensos de algunos de sus compañeros. Fue trasladado al 2.º Regimiento de Caballería de los Estados Unidos el 3 de agosto de 1861 y fue ascendido a mayor el 15 de febrero de 1862. Luchó sin incidentes ni protagonismo en la Campaña de la Península, proporcionando al comandante del Ejército del Potomac, el general de división George McClellan, información poco precisa y valiosa. El 1 de mayo de 1862, Pleasonton fue propuesto por el presidente Abraham Lincoln para ser ascendido al grado de general de brigada de voluntarios a partir del 16 de julio de 1862, y el Senado de los Estados Unidos confirmó el nombramiento el 16 de julio de 1862. El presidente Lincoln nombró formalmente a Pleasonton para el grado el 18 de julio de 1862. A continuación, comandó una brigada de caballería en el Ejército del Potomac.

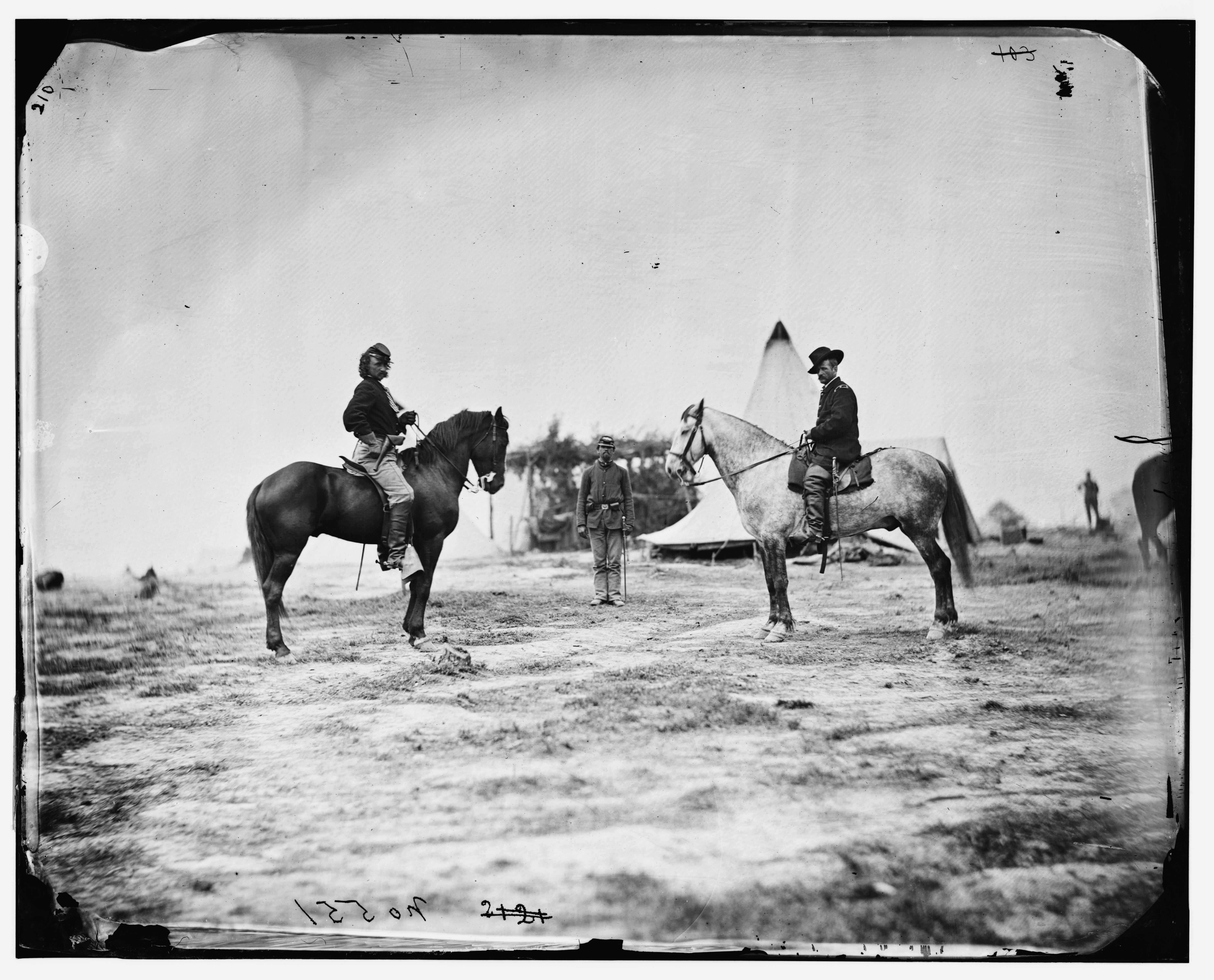
El general Pleasonton (derecha) y el capitán George Custer (izquierda) a caballo en Falmouth, Virginia

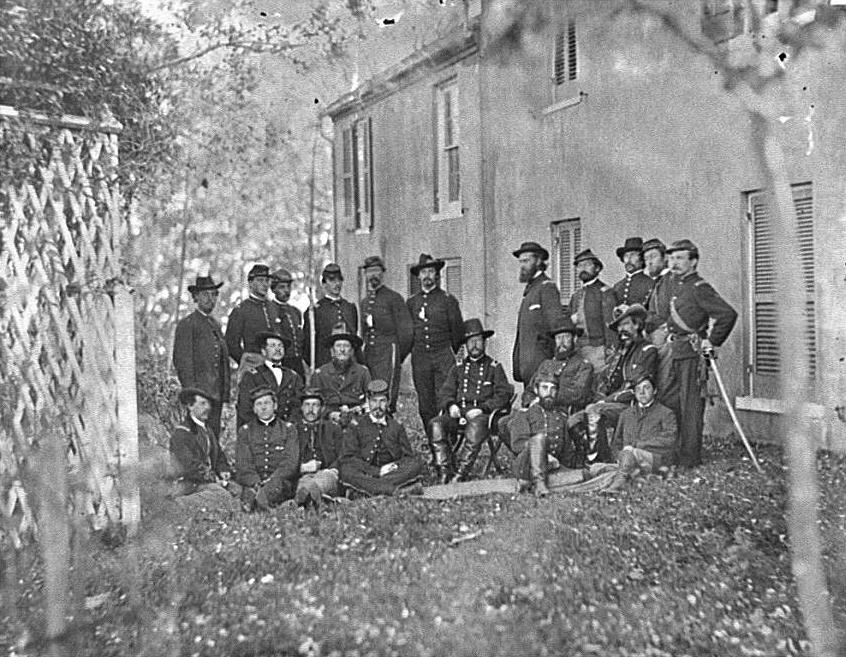
El general Alfred Pleasonton y su personal en Warrenton, Virginia

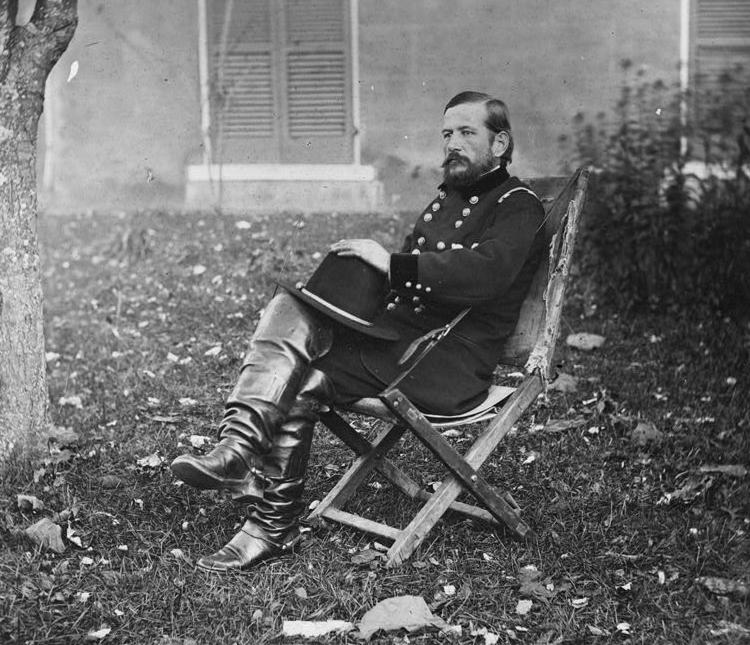
El general Pleasonton en Warrenton, Virginia

El 2 de septiembre de 1862, Pleasonton asumió el mando de la división de caballería. Fue herido en la oreja derecha por la conmoción de un proyectil de artillería en la batalla de Antietam, el 17 de septiembre. Siempre ambicioso, Pleasonton estaba disgustado por no haber sido ascendido a general de división de voluntarios por sus acciones, alegando erróneamente que su división, y en particular la artillería a caballo asignada a él, había tenido un efecto decisivo en la batalla. Recibió un ascenso a teniente coronel del ejército regular, probablemente basado únicamente en las exageradas afirmaciones de su informe de batalla, que no fueron corroboradas por los informes de otros generales.
En la batalla de Chancellorsville, Pleasonton continuó con su práctica de autopromoción y afirmó que había detenido temporalmente un ataque del Cuerpo de Stonewall Jackson y que había podido evitar la destrucción total del XI Cuerpo de la Unión el 2 de mayo de 1863. Fue lo suficientemente persuasivo como para que el comandante del Ejército del Potomac, el mayor general Joseph Hooker, dijera al presidente Abraham Lincoln que Pleasonton "salvó al Ejército de la Unión" en Chancellorsville. Sin embargo, los informes de la batalla indican que el papel de Pleasonton fue considerablemente menos importante de lo que él afirmaba, ya que sólo involucró a un pequeño destacamento de infantería confederada en Hazel Grove. No obstante, sus afirmaciones le valieron un nombramiento al grado de general de división de voluntarios a partir del 22 de junio de 1863 y cuando el inepto comandante del Cuerpo de Caballería, el general de división George Stoneman, fue relevado después de Chancellorsville, Hooker nombró a Pleasonton como su sustituto temporal. Pleasonton no pudo aceptar ni siquiera este elevado papel con gracia. Escribió al Gral. Hooker "No puedo... permanecer en silencio ante la insatisfactoria condición en la que encuentro a este cuerpo... la responsabilidad de su estado actual... no me pertenece".

### Gettysburg
El primer combate de Pleasonton en su nuevo papel fue un mes después en la campaña de Gettysburg. Dirigió las fuerzas de caballería de la Unión en la Batalla de Brandy Station, la mayor batalla predominantemente de caballería de la guerra. La caballería de la Unión tropezó esencialmente con la caballería confederada de J. E. B. Stuart y la batalla, que duró 14 horas, fue sangrienta pero no concluyente, aunque Stuart se sintió avergonzado por haber sido sorprendido y que los jinetes de la Unión lograran por ello una nueva confianza en sus habilidades. Los oficiales subordinados criticaron a Pleasonton por no derrotar agresivamente a Stuart en Brandy Station. El general Hooker había ordenado a Pleasonton "dispersar y destruir" a la caballería confederada cerca de Culpeper, Virginia, pero Pleasonton afirmó que sólo se le había ordenado hacer un "reconocimiento en fuerza hacia Culpeper", racionalizando así sus acciones.
En el resto de la Campaña de Gettysburg hasta la batalla culminante, Pleasonton no se desempeñó como un comandante de caballería competente y, en general, fue incapaz de informar a su comandante dónde se encontraban las tropas enemigas y cuáles eran sus intenciones. El Ejército del Norte de Virginia, bajo el mando del general Robert E. Lee, fue capaz de pasar por encima de las fuerzas de la Unión a través del valle de Shenandoah y hacia el norte de Pensilvania. Durante este periodo, intentó ejercer influencia política ascendiendo al sobrino de un congresista estadounidense, el capitán Elon J. Farnsworth, miembro de su personal, directamente a general de brigada. Pleasonton también ascendió a general de brigada al capitán Wesley Merritt y al teniente primero George Armstrong Custer.
Pleasonton mantuvo correspondencia con el congresista y se quejó de su falta de hombres y caballos en comparación con los de Jeb Stuart; también hizo política para adquirir las fuerzas de caballería del mayor general Julius Stahel, que comandaba la caballería en las defensas de Washington. Las maquinaciones funcionaron. Stahel fue relevado de su mando y sus tropas fueron reasignadas a Pleasonton. Hooker se enfureció por estas actividades y probablemente sólo su propio relevo del mando, el 28 de junio de 1863, salvó la carrera de Pleasonton de un final prematuro.
En la batalla de Gettysburg, el nuevo comandante de Pleasonton, el general de división George G. Meade, comprendió la reputación de Pleasonton (y la de su padre) y lo mantuvo a raya. Durante los tres días que duró la batalla, Pleasonton se vio obligado a permanecer con Meade en el cuartel general del ejército, en lugar de hacerlo en el cuartel general del Cuerpo de Caballería que estaba cerca, y Meade ejerció un control más directo sobre la caballería de lo que normalmente haría un comandante del ejército. En los escritos de la posguerra, Pleasonton intentó presentar su papel en la batalla como uno de los más importantes, incluyendo la predicción a Meade de que la ciudad de Gettysburg sería el punto decisivo y, tras la derrota confederada en la Carga de Pickett, que instó a Meade a atacar al Gral. Lee y acabar con él. Convenientemente, hizo estas afirmaciones después de la muerte de Meade, cuando la disputa era imposible. Por otro lado, sin embargo, no se puede culpar a Pleasonton de la desafortunada acción de la caballería el 3 de julio, cuando Meade ordenó a la división del general de brigada Judson Kilpatrick que atacara el flanco derecho del ejército confederado, lo que resultó en un asalto suicida contra la infantería atrincherada y la muerte inútil del general de brigada Elon Farnsworth. Después de que Pleasonton fuera retirado del campo, Meade quedó impresionado con su actuación desde el cuartel general como jefe de Estado Mayor en funciones durante la batalla.

### Trans-Misisipi

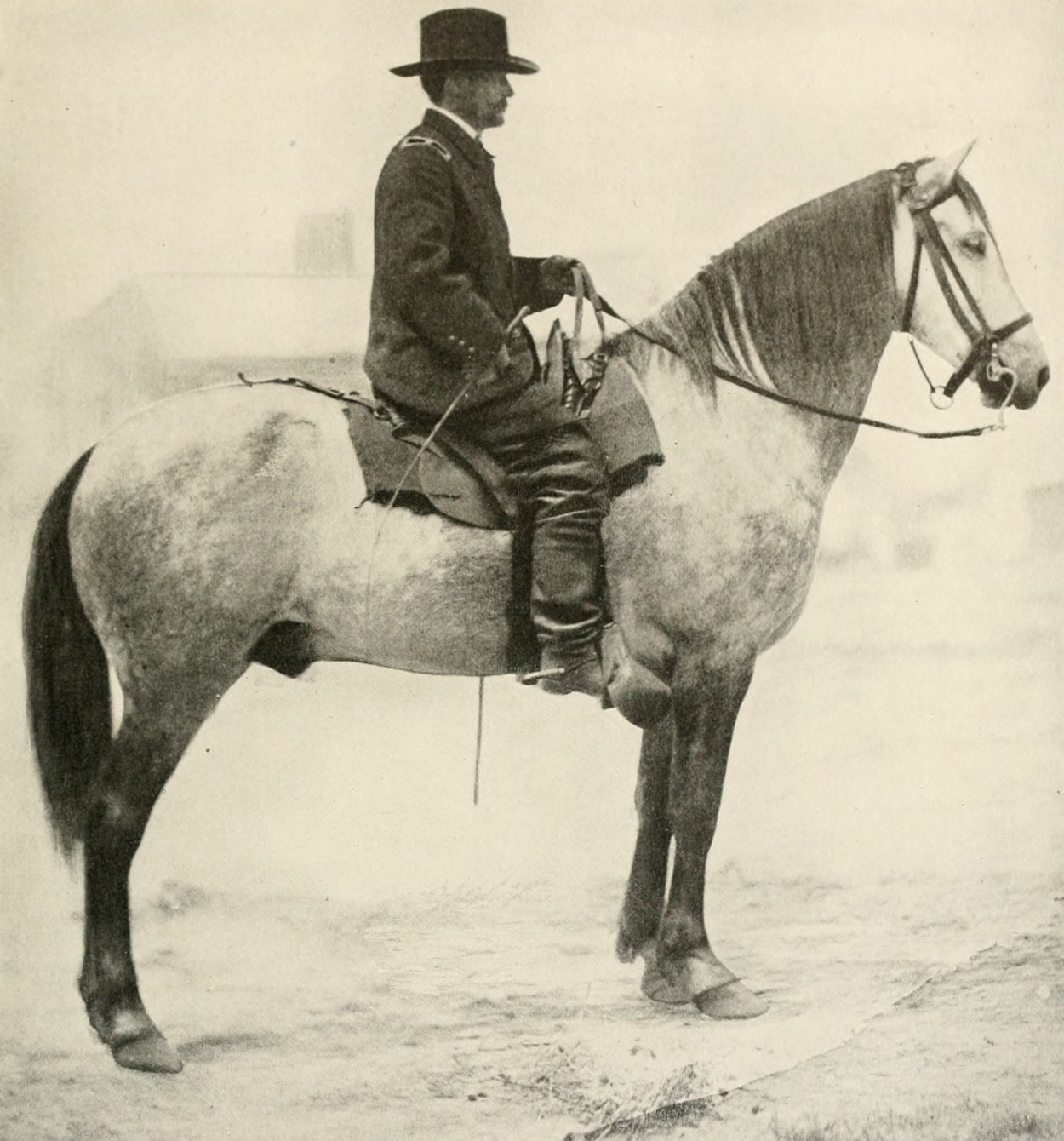
Foto del general de caballería de la Unión Pleasonton tomada en Falmouth, Virginia, 1864

Pleasonton fue transferido al Teatro Trans-Misisipi y comandó el Distrito de Missouri Central y el Distrito de St. Louis el 4 de julio de 1864[1] Tuvo un buen desempeño y en un período de cuatro días, derrotó al Gral. Sterling Price en el Westport, la Batalla de Byram's Ford, la Batalla de Mine Creek y el Marais des Cygnes, poniendo fin a la última amenaza confederada en el Oeste. Resultó herido por una caída en octubre de 1864.
En 1864 y 1865, instituyó una política de amnistía, concediendo la libertad condicional a los prisioneros confederados con la condición de que remontaran el río Misuri hasta los territorios de Dakota y Montana. Esto evitó que muchos de los restos del ejército de Price se convirtieran en buscavidas, como Quantrill, y también hizo que los confederados de Misuri emigraran a los campos de oro del territorio de Montana.
El 10 de abril de 1866, el presidente Andrew Johnson propuso a Pleasonton para su nombramiento como general de brigada del ejército regular para la campaña de Misuri, con el rango del 13 de marzo de 1865, y el Senado de los EE. UU. confirmó el nombramiento el 4 de mayo de 1866 (y el 14 de julio de 1866, después de los cambios en la fecha del rango para los nombramientos con rango para el servicio no de campo). El 17 de julio de 1866, el presidente Johnson propuso a Pleasonton para su nombramiento como general de división del ejército regular por su conducta general en la guerra, con el rango del 13 de marzo de 1865, y el Senado de los Estados Unidos confirmó el nombramiento el 23 de julio de 1866.

## Posguerra

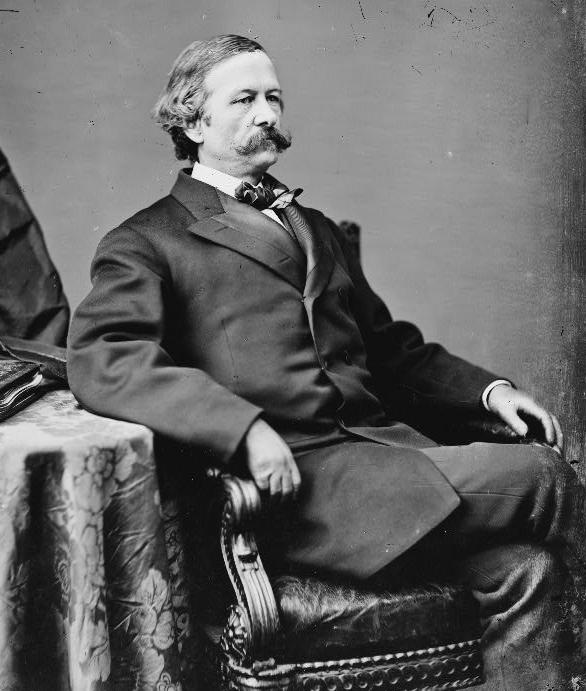
Alfred Pleasonton después de la guerra

Después de la guerra, aunque Pleasonton había alcanzado el rango honorífico de general de división en el ejército regular, fue retirado del servicio voluntario con el rango permanente de mayor de caballería. Como no quería dejar la caballería, Pleasonton rechazó un puesto de teniente coronel en la infantería, y pronto se sintió insatisfecho con su relación de mando con los oficiales a los que antes superaba. Pleasonton renunció a su cargo en 1868, y fue incluido en la lista de retirados del Ejército como mayor en 1888. Como civil, trabajó como recaudador de impuestos internos de los Estados Unidos y como comisionado de impuestos internos bajo el mandato del presidente Ulysses S. Grant, pero se le pidió que dimitiera de la Oficina de Impuestos Internos (ahora Servicio de Impuestos Internos) después de que presionara al Congreso para que se derogara el impuesto sobre la renta y se peleara con sus superiores en el Departamento del Tesoro. Al negarse a dimitir, fue despedido. Fue brevemente presidente del Ferrocarril de Terre Haute y Cincinnati.
En una entrevista de 1895 con el escultor James Edward Kelly, Pleasonton afirmó que le habían ofrecido el mando del Ejército del Potomac (Una entrevista posterior con el general James F. Wade indicó que esta oferta se produjo en una reunión en Washington algún tiempo después de Gettysburg). Pleasonton dijo a Kelly que "no era como Grant. Me negué a pagar el precio". Afirmó que los términos ofrecidos eran: "La guerra no debe terminar hasta que el Sur sea aplastado; la esclavitud abolida y el Presidente reelegido". Pleasonton, siempre más burócrata que ideólogo o líder fuerte, sólo quería derrotar las capacidades militares del Sur para que no pudieran amenazar al resto de los estados, pero no estaba convencido de que "aplastar" a los rebeldes, acabar con la esclavitud o reelegir a Lincoln valiera la pena.
Alfred Pleasonton murió mientras dormía en Washington D. C., el 17 de enero de 1897, y está enterrado en el Cementerio del Congreso de esa ciudad, junto a su padre. Antes de su muerte, Pleasonton pidió que su funeral careciera de todos los honores militares e incluso se negó a ser enterrado con su antiguo uniforme porque consideraba que el Ejército lo había desconsiderado después de la guerra de Secesión.
La ciudad de Pleasanton, en California, recibió el nombre de Alfred a finales de la década de 1860; al parecer, un error tipográfico de un empleado del Servicio Postal de los Estados Unidos provocó la diferencia ortográfica. La ciudad de Pleasanton, en Kansas, a pesar de su diferente ortografía, ha iniciado un festival anual con el nombre de Pleasonton. En el enorme monumento de Pensilvania en el campo de batalla de Gettysburg se encuentra una estatua del general Pleasonton. Sin embargo, es posible que represente al hermano de Alfred, Augustus, nativo de Pensilvania, que era general de la milicia de Pensilvania en el momento de la batalla.